# 栗原勇藏
栗原勇藏（1983年9月18日—），已退役日本足球運動員，司職後衛，前日本國家足球隊成員。

## 俱乐部生涯
栗原勇蔵出生在横滨市，他在1996年就加入横滨水手青训。在2002年被提拔到了横滨水手一线队，他目前只效力过这一支球队，栗原勇蔵为横滨水手在日职联赛出场316次，打进16球，为球队取得两次联赛冠军和1次天皇杯冠军。
2005年赛季之前，栗原勇藏在横滨水手並没有获得太多出场机会，直到2006年开始才成为球队主力。
横滨水手12月2日官方宣佈，原日本国家队队员，后卫栗原勇蔵将于2019年赛季结束后正式退役，12月7日与FC东京的比赛之后，将举行退役仪式。

## 国家队生涯
栗原勇蔵2006年首次入选国家队，在8月9日与特立尼达和多巴哥的友谊赛中为日本国家队上演了处子秀。代表日本国家队在国际大赛中出赛20次，打入3球。
2013年东亚杯中国首战对阵日本，第32分钟，日本依靠角球战术由栗原勇藏头球扳平比分。

## 外部連結
- 栗原勇藏在横滨水手官方网站的资料（日語）
- 栗原勇藏 – FIFA國際賽競賽紀錄 (存檔)
- 栗原勇藏在National-Football-Teams.com的資料
- 横浜F・マリノスによる公式プロフィール
- 4EVER TRICOLORE - 引退記念スペシャルサイト
- 栗原勇藏的X（前Twitter）